# Primrose Everdeen
Primrose «Prim» Everdeen  es un personaje de la tetralogía de aventura escrita por Suzanne Collins, Los juegos del hambre. Prim es la hermana menor de la protagonista de la saga, Katniss Everdeen.

## Historia
Tiene doce años en el primer libro y luego continua la saga con trece años. Vive en el Distrito 12, en La Veta, junto a su hermana y su madre, siempre se quedaba en casa con su madre mientras Katniss iba a conseguir comida. Pero al finalizar En Llamas vive en el Distrito 13. Su padre murió en una explosión en las minas cuando ella tenía siete años de edad. Tiene el pelo rubio y los ojos azules al igual que su madre, algo totalmente fuera de lugar, dado que en La Veta todos tienen el pelo oscuro y los ojos grises. Ella tiene un talento especial para la medicina, ayudando a su madre con los pacientes y cuidando a su gato Buttercup y a su cabra Lady.

## Los juegos del hambre
En este libro, Prim es elegida en la cosecha de los septuagésimo cuartos Juegos del hambre, pero su hermana Katniss se presenta como voluntaria, tomando su lugar.
A lo largo del libro se narra poco contenido acerca de ella, puesto que como la trama ocurre en primera persona y debido a que Katniss es la protagonista, no se sabe con exactitud que sucede con ella durante ese lapso.

## En llamas
En este libro, Prim ve cómo su hermana tiene que participar en una nueva edición de los juegos del hambre; al ser la septuagésimo quinta edición, se celebra con una versión especial de los juegos llamada «vasallaje de los veinticinco», que solo sucede cada veinticinco años.

## Sinsajo
En el último libro 
, vive en los bunquers del Distrito 13 junto con su madre y Katniss, y es reclutada como enfermera por lo que comienza a aprender más sobre medicina y decide dedicarse a eso después de que la guerra termine.
Hacia el final de la trilogía, Prim es enviada al Capitolio junto con otros médicos para atender a unos niños heridos por unas bombas, previamente lanzadas en unos paracaídas (en ese momento solo habían explotado la mitad de las bombas), por quienes luego se descubren son los rebeldes. Ella muere mientras ayuda a un niño que fue lesionado por las bombas y estallan los demás paracaídas.
- Datos: Q3921928